# Mila Robichon
Mila Robichon (27 november 2003) is een Nederlands voetbalspeelster.
Robichon speelde in een jongensteam voor AFC IJburg, en ging in de zomer van 2020 naar VV Alkmaar.

## Statistieken
| Seizoen | Club       | Land      | Competitie | Wedstrijden | Doelpunten |
| ------- | ---------- | --------- | ---------- | ----------- | ---------- |
| 2020/21 | VV Alkmaar | Nederland | Eredivisie | –           | –          |
| Totaal  | Totaal     | Totaal    | Totaal     | 43          | --         |

Laatste update: augustus 2020

## Interlands
Op 5 juli 2019 speelde Robichon haar eerste wedstrijd voor Oranje O16.